# Shape (singolo)
Shape è un singolo del gruppo musicale pop britannico Sugababes, pubblicato il 10 marzo 2003 dall'etichetta discografica Island.
La canzone, che contiene un campionamento di Shape of My Heart di Sting, è stata accreditata allo stesso, Craigie Dodds, Dominic Miller e K. Dodds ed è prodotta da Craigie, è inserita nel secondo album del gruppo, Angels with Dirty Faces

## Tracce e formati
CD-Maxi (Island 063 707-2 (UMG)
1. Shape (Album version) - 4:12
2. Shape (Salaam Remi Remix) - 4:13
3. Shape (Double R Remix) (feat. Romeo) - 3:50
4. Shape (D-Bop's Vocal Braekdown Mix) - 7:40

## Classifiche
| Classifica (2003)   | Posizione raggiunta |
| ------------------- | ------------------- |
| Belgio (Vallonia)   | 2                   |
| Paesi Bassi         | 7                   |
| Irlanda             | 9                   |
| Regno Unito         | 11                  |
| Norvegia            | 16                  |
| Classifica mondiale | 21                  |
| Italia              | 22                  |
| Germania            | 39                  |
| Svizzera            | 40                  |
| Belgio (Fianre)     | 49                  |
| Austria             | 50                  |